# Monumento a la ciudad de Salvador
El monumento a la ciudad de Salvador, también conocido como Fuente de la Rampa del Mercado, es una escultura elaborada por el artista brasileño Mário Cravo, inaugurada el 13 de enero de 1970, que se emplaza en el barrio de Comércio, de la ciudad de Salvador, capital del estado brasileño de Bahía. Es un monumento registrado a nivel estatal y, al estar situado en la Plaza Vizconde de Cairu, está próximo a otras estructuras patrimoniales icónicas como el elevador Lacerda y el Mercado Modelo, así como de la sede del 2.º Distrito Naval de la Marina de Brasil y del Terminal Turístico Náutico de Bahía. Se ha convertido en una de las principales postales de la ciudad de Salvador.

## Historia

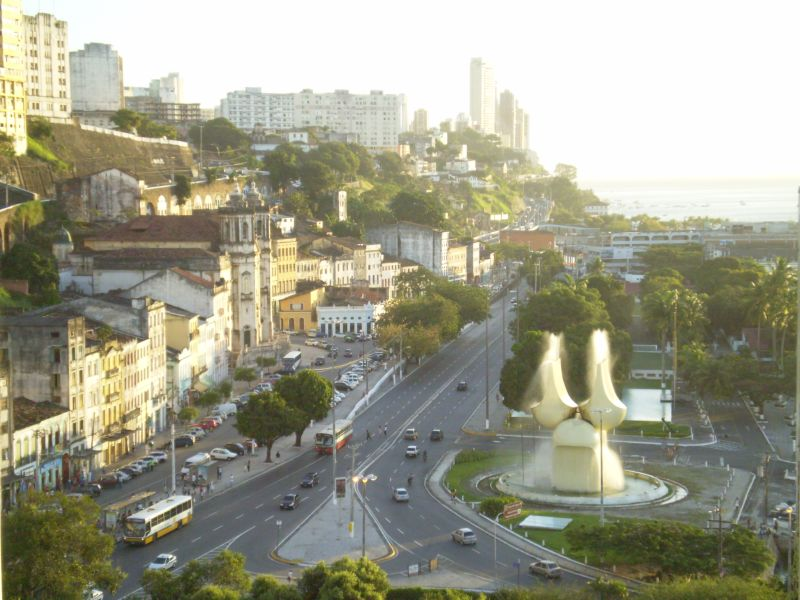
A la derecha, el monumento con su fuente en funcionamiento. Todavía en la foto de 2006, la Avenida do Contorno aparece en el medio y, a la izquierda, la Basílica de Nuestra Señora de la Concepción.

El monumento a la ciudad de Salvador nació de una encomienda realizada por el entonces prefecto de Salvador, Antônio Carlos Magalhães (afiliado al partido Aliança Renovadora Nacional, ARENA), al artista plástico bahiano Mário Cravo con la intención de valorizar el área. La idea de Cravo fue una fuente de aproximadamente doce metros fabricada en fibra de vidrio. La obra fue inaugurada el 13 de enero de 1970.
En 2002, dada su importancia histórica para la ciudad de Salvador y teniendo en cuenta las características de la arquitectura y la sociedad del municipio, el monumento pasó por el proceso de inscripción en el Instituto do Patrimônio Artístico e Cultural da Bahia (IPAC), organismo estatal de Bahía responsable de conservar y rescatar la memoria del estado.
El 21 de diciembre de 2019, 49 años después de su inauguración, el monumento fue consumido por un incendio que la destruyó. Tras el incendio, solo sobrevivieron apenas unas estructuras de metal que daban soporte a la fibra. El entonces prefecto de la ciudad, Antônio Carlos Magalhães Neto (afiliado al partido Demócratas) lamentó lo ocurrido y se comprometió a la reconstrucción de la obra. Al año siguiente, especialistas vinculados a la Fundação Gregório de Mattos (FGM) comenzaron a realizar inspecciones para buscar formas de recuperar la obra, además de escuchar a los familiares de Mário Cravo.